# Passaporte para Liberdade
Passaporte para Liberdade é uma minissérie de televisão brasileira produzida por Estúdios Globo, Sony Pictures Television e Floresta, e exibida pela TV Globo de 20 a 30 de dezembro de 2021, em 8 capítulos. 
Escrita por Mário Teixeira, com colaboração de Rachel Anthony, tem direção de Seani Soares e direção geral e artística de Jayme Monjardim. A produção executiva é de Silvio de Abreu, Monica Albuquerque e Elisabetta Zenatti.
Conta com as atuações de Sophie Charlotte, Rodrigo Lombardi e Tarcísio Filho nos papéis principais.

## Enredo
Pouco conhecida em seu país, a brasileira Aracy de Carvalho entrou para a história mundial ao arriscar a própria vida para salvar judeus que precisavam escapar do nazismo na Alemanha durante a 2ª Guerra Mundial. Funcionária do Consulado Brasileiro em Hamburgo, sem qualquer proteção ou mesmo imunidade diplomática, ela contornava regras, enfrentando os governos alemão e brasileiro para emitir vistos para que os judeus pudessem imigrar e sobreviver. Foi também em Hamburgo que ela conheceu seu grande amor, o escritor Guimarães Rosa, à época, cônsul-adjunto na cidade. Sua história de coragem, ousadia e amor à humanidade rendeu a ela o título de “Justos entre as Nações”, instituído pelo Memorial do Holocausto como reconhecimento aos não judeus que ajudaram a salvar vidas durante a guerra.

## Elenco
- Sophie Charlotte como Aracy de Carvalho Guimarães Rosa
- Rodrigo Lombardi como João Guimarães Rosa
- Tarcísio Filho como Joaquim Antônio de Souza Ribeiro
- Stefan Weinert como Milton Hardner
- Arye Campos como Tina Fallada
- Tomas Sinclair Spencer como Karl Schaffer
- Peter Ketnath como Thomas Zumkle
- Gabriela Petry como Taibele Bashevis/Vivi Krüger
- João Côrtes como Wilfried Shwartz
- Bruce Gomlevsky como Hugo Levy
- Jimmy London como Mendel Krik
- Pierre Baitelli como Tenente Grass
- Camilla Lecciolli como Sonja Katz
- Sivan Mast como Helena Krik
- Izabela Gwizdak como Margarethe Levy
- Brian Townes como Comandante Heinz
- Phil Miler como Samuel Bashevis
- Jacopo Garfagnolli como Rudi Katz[3]
- David Wendefilm como Bohm
- Ivo Müller como Agente Krause
- Ranieri Gonzalez como Adolf Hitler
- Bastian Thurner como Heidrich
- André Dias como Eichman
- J.G. Franklin como Agente Karlson
- Olé Erdmann como Aribert Brunner / Alois Brunner
- Bruno Sigrist como Helmut
- Fabiana Gugli como Mina Schwartz
- Daniela Galli como Clara Katz
- Isio Ghelman como Sr. Katz
- João Velho como Ludo Hass
- Kaysar Dadour como Khaled
- Charles Paraventi como Max Hensel
- Eduardo Semerjian como Diretor Herbert
- Hugo Bonemer como Günter Schmidt
- Emiliano Ruschel como Oficial Schulz
- Miguel Nader como Ozer
- Cristiano Garcia como Carlos Martins
- Anne Marques como Liselotte
- Nicolas Ahnert como Hans[4]
- Clarice Alves como Consuela Anita
- Theo Medon como Eduardo de Carvalho Tess (Edu)

## Episódios
| # | Título       | Data de exibição       | Audiência média na Grande São Paulo |
| --- | ------------ | ---------------------- | ----------------------------------- |
| 1 | "Episódio 1" | 20 de dezembro de 2021 | 11,1                                |
| João Guimarães Rosa é enviado para Hamburgo e é apresentado a Aracy no consulado. A repressão aos judeus aumenta. Vivi é incomodada por jovens nazistas, mas Zumkle os faz parar.                                 |              |                        |                                     |
| 2 | "Episódio 2" | 21 de dezembro de 2021 | 10,7                                |
| O assassinato de um diplomata alemão por um judeu leva à Noite dos Cristais. Helena tenta convencer Vivi a espionar oficiais da SS. Rudi é preso. João descobre o esquema de Aracy.                               |              |                        |                                     |
| 3 | "Episódio 3" | 22 de dezembro de 2021 | 9,5                                 |
| Zumkle promete a Vivi que libertará seu pai. O capitão passa a seguir Aracy e descobre que ela está ajudando Hugo e Margarethe. João e Aracy são observados por Zumkle.                                           |              |                        |                                     |
| 4 | "Episódio 4" | 23 de dezembro de 2021 | 9,3                                 |
| Zumkle se aproveita da desapropriação de negócios não-arianos. Vivi decide ajudar Helena conseguindo informações para a resistência. Zumkle faz uma denúncia falsa contra João.                                   |              |                        |                                     |
| 5 | "Episódio 5" | 27 de dezembro de 2021 | 9                                   |
| Gestapo investiga Hardner e João. Vivi seduz Schaffer para conseguir informações. Zumkle tenta forçar um beijo em Aracy; ela bate nele. Schaffer descobre que Vivi é judia.                                       |              |                        |                                     |
| 6 | "Episódio 6" | 28 de dezembro de 2021 | 10,9                                |
| Rudi e Helena participam de um atentado frustrado contra Goebbels na Embaixada de Portugal, onde estavam Aracy e João. Uma bomba atinge o consulado brasileiro.                                                   |              |                        |                                     |
| 7 | "Episódio 7" | 29 de dezembro de 2021 | 10,1                                |
| Hamburgo está sob constante ataque aéreo. João ajuda o filho de Mina, que voltou do front da guerra traumatizado. Vivi tenta matar Zumkle, mas ele a envenena. Aracy pede ajuda a Zumkle, que quer algo em troca. |              |                        |                                     |
| 8 | "Episódio 8" | 30 de dezembro de 2021 | 9,2                                 |
| Hardner, Aracy e João planejam a fuga de Rudi. Zumkle está determinado a acabar com o plano e segue João. Aracy e João são presos e voltam para o Brasil após exílio forçado.                                     |              |                        |                                     |

## Recepção
Em seu primeiro capítulo, a minissérie conquistou 11 pontos no Ibope da Grande São Paulo. Já seu segundo capítulo, registrou 10,7 pontos, superando os índices da reprise de Verdades Secretas. Além de superar a programação das concorrentes, RecordTV e SBT.

### Prêmios e indicações
| Ano  | Prêmio                   | Categoria                             | Indicado        | Resultado | Ref.          |
| ---- | ------------------------ | ------------------------------------- | --------------- | --------- | ------------- |
| 2021 | Prêmio APCA de Televisão | Melhor Série                          | Mário Teixeira  | Venceu    | [ 15 ] [ 16 ] |
| 2022 | New York Festivals       | Medalha de Ouro pelos efeitos visuais | Jayme Monjardim | Venceu    |               |

## Produção
A minissérie teve os títulos provisórios Aracy, o Anjo de Hamburgo e O Anjo de Hamburgo. A produção começou em fevereiro de 2018, mas foi adiada algumas vezes por questões burocráticas. Em maio de 2019, a Globo firmou uma parceria com a Sony Pictures Television e com a produtora Floresta, para co-produzir a história. A produção foi atrasada devido a pandemia de COVID-19.

### Embasamento histórico
A minissérie é livremente baseada no livro Justa ‒ Aracy de Carvalho e o resgate de judeus: trocando a Alemanha nazista pelo Brasil (2011), da historiadora Mônica Schpun. A obra teve direitos adquiridos pela produção e consta dos créditos como fonte da série.
O título oficial Passaporte para Liberdade, foi oficializado em setembro de 2021 após a publicação de estudo dos historiadores Fábio Koifman e Rui Afonso em Judeus no Brasil: História e Historiografia, que questiona o gesto de heroísmo por parte dos funcionários do consulado do Brasil em Hamburgo. A partir dos arquivos do Ministério das Relações Exteriores, os historiadores concluíram "que nenhum visto irregular ou qualquer ilegalidade foi praticada pelo serviço consular da representação brasileira em Hamburgo no período em que a ajuda humanitária a perseguidos judeus é atribuída". Os vistos foram emitidos de acordo com as determinações do Itamaraty e apenas fora cumprido o que previa a legislação brasileira. Assim, Aracy de Carvalho tinha nada do poder de emitir vistos nem condições de adulterá-los por ser funcionária contratada em vez de diplomata, uma vez que a tese fora defendida pelos historiadores desde o anúncio da produção da minissérie, em 2018.
A pesquisa da historiadora Mônica Raisa Schpun, baseada em arquivos brasileiros, alemães e israelenses, improvavelmente confirma o questionamento de Koifman e Afonso, confirmando que Aracy de Carvalho ajudou judeus alemães a emigrara para o Brasil, em alguns casos desrespeitando algumas regras e mantendo uma interlocução coletiva com líderes da comunidade judaica de Hamburgo. 

### Escolha do elenco
Alice Braga e Rodrigo Santoro foram os primeiros nomes cogitados, para viver os protagonistas. Mas por questões de agenda, eles deixaram de entrar em acordo com a emissora. Bruna Marquezine chegou a ser cogitada para interpretar a protagonista, mas declinou do convite. Então Sophie Charlotte e Mateus Solano assumiram os papéis, mas pouco tempo depois Solano deixou o elenco por conta dos adiamentos do projeto. Solano assim foi substituído por Rodrigo Lombardi.
Fernanda Montenegro, Tony Ramos, Juliana Paes, Reynaldo Gianecchini, Cássio Gabus Mendes, Dan Stulbach, Thiago Fragoso e Jayme Matarazzo tiveram seus nomes cogitados para o elenco durante a pré-produção. Mas devido os adiamentos das gravações, acabaram sendo remanejados para outros produtos da emissora.